# Grand Prix USA 1980
Grand Prix USA 1980 (oficiálně XXIII Toyota United States Grand Prix) se jela na okruhu Watkins Glen International ve Watkins Glen v New Yorku ve Spojených státech amerických dne 5. října 1980. Závod byl čtrnáctým a zároveň posledním v pořadí v sezóně 1980 šampionátu Formule 1.

## Kvalifikace
| Poř. | No. | Jezdec                | Konstruktér     | Čas      | Ztráta  |
| ---- | --- | --------------------- | --------------- | -------- | ------- |
| 1    | 23  | Bruno Giacomelli      | Alfa Romeo      | 1:33.291 | —       |
| 2    | 5   | Nelson Piquet         | Brabham-Ford    | 1:34.080 | +0.789  |
| 3    | 28  | Carlos Reutemann      | Williams-Ford   | 1:34.111 | +0.820  |
| 4    | 12  | Elio de Angelis       | Lotus-Ford      | 1:34.185 | +0.894  |
| 5    | 27  | Alan Jones            | Williams-Ford   | 1:34.216 | +0.925  |
| 6    | 16  | René Arnoux           | Renault         | 1:34.839 | +1.548  |
| 7    | 26  | Didier Pironi         | Ligier-Ford     | 1:34.971 | +1.680  |
| 8    | 6   | Héctor Rebaque        | Brabham-Ford    | 1:35.166 | +1.875  |
| 9    | 7   | John Watson           | McLaren-Ford    | 1:35.202 | +1.921  |
| 10   | 22  | Andrea de Cesaris     | Alfa Romeo      | 1:35.235 | +1.954  |
| 11   | 11  | Mario Andretti        | Lotus-Ford      | 1:35.343 | +2.052  |
| 12   | 25  | Jacques Laffite       | Ligier-Ford     | 1:35.421 | +2.130  |
| 13   | 8   | Alain Prost           | McLaren-Ford    | 1:35.988 | +2.697  |
| 14   | 21  | Keke Rosberg          | Fittipaldi-Ford | 1:36.332 | +3.041  |
| 15   | 50  | Rupert Keegan         | Williams-Ford   | 1:36.750 | +3.459  |
| 16   | 31  | Eddie Cheever         | Osella-Ford     | 1:36.908 | +3.607  |
| 17   | 9   | Marc Surer            | ATS-Ford        | 1:37.001 | +3.710  |
| 18   | 2   | Gilles Villeneuve     | Ferrari         | 1:37.040 | +3.749  |
| 19   | 20  | Emerson Fittipaldi    | Fittipaldi-Ford | 1:37.088 | +3.797  |
| 20   | 29  | Riccardo Patrese      | Arrows-Ford     | 1:37.405 | +4.114  |
| 21   | 4   | Derek Daly            | Tyrrell-Ford    | 1:37.923 | +4.632  |
| 22   | 3   | Jean-Pierre Jarier    | Tyrrell-Ford    | 1:37.966 | +4.675  |
| 23   | 1   | Jody Scheckter        | Ferrari         | 1:38.149 | +4.858  |
| 24   | 30  | Jochen Mass           | Arrows-Ford     | 1:38.526 | +5.535  |
| 25   | 14  | Jan Lammers           | Ensign-Ford     | 1:38.532 | +5.541  |
| DNQ  | 43  | Mike Thackwell        | Tyrrell-Ford    | 1:51.102 | +17.811 |
| DNQ  | 51  | Geoff Lees            | Williams-Ford   | —        | —       |
| DNA  | 60  | Nigel Mansell         | Lotus-Ford      | —        | —       |
| DNA  | 15  | Jean-Pierre Jabouille | Renault         | —        | —       |

## Závod
| Poř.   | No. | Jezdec             | Konstruktér     | Počet kol | Čas/Odstoupení | Pořadí na startu | Body |
| ------ | --- | ------------------ | --------------- | --------- | -------------- | ---------------- | ---- |
| 1      | 27  | Alan Jones         | Williams-Ford   | 59        | 1:34:36.05     | 5                | 9    |
| 2      | 28  | Carlos Reutemann   | Williams-Ford   | 59        | + 4.21         | 3                | 6    |
| 3      | 25  | Didier Pironi      | Ligier-Ford     | 59        | + 12.57        | 7                | 4    |
| 4      | 12  | Elio de Angelis    | Lotus-Ford      | 59        | + 29.69        | 4                | 3    |
| 5      | 26  | Jacques Laffite    | Ligier-Ford     | 58        | + 1 kolo       | 12               | 2    |
| 6      | 11  | Mario Andretti     | Lotus-Ford      | 58        | + 1 kolo       | 11               | 1    |
| 7      | 16  | René Arnoux        | Renault         | 58        | + 1 kolo       | 6                |      |
| 8      | 9   | Marc Surer         | ATS-Ford        | 57        | + 2 kola       | 17               |      |
| 9      | 50  | Rupert Keegan      | Williams-Ford   | 57        | + 2 kola       | 15               |      |
| 10     | 21  | Keke Rosberg       | Fittipaldi-Ford | 57        | + 2 kola       | 14               |      |
| 11     | 1   | Jody Scheckter     | Ferrari         | 56        | + 3 kola       | 23               |      |
| NC     | 7   | John Watson        | McLaren-Ford    | 50        | + 9 kol        | 9                |      |
| Ret    | 2   | Gilles Villeneuve  | Ferrari         | 49        | Nehoda         | 18               |      |
| NC     | 3   | Jean-Pierre Jarier | Tyrrell-Ford    | 40        | + 19 kol       | 22               |      |
| Ret    | 30  | Jochen Mass        | Arrows-Ford     | 36        | Převody        | 24               |      |
| Ret    | 23  | Bruno Giacomelli   | Alfa Romeo      | 31        | Elektronika    | 1                |      |
| Ret    | 5   | Nelson Piquet      | Brabham-Ford    | 25        | Smyk           | 2                |      |
| Ret    | 6   | Héctor Rebaque     | Brabham-Ford    | 20        | Motor          | 8                |      |
| Ret    | 31  | Eddie Cheever      | Osella-Ford     | 20        | Zavěšení       | 16               |      |
| Ret    | 29  | Riccardo Patrese   | Arrows-Ford     | 16        | Smyk           | 20               |      |
| Ret    | 14  | Jan Lammers        | Ensign-Ford     | 16        | Řízení         | 25               |      |
| Ret    | 20  | Emerson Fittipaldi | Fittipaldi-Ford | 15        | Zavěšení       | 19               |      |
| Ret    | 4   | Derek Daly         | Tyrrell-Ford    | 3         | Smyk           | 21               |      |
| Ret    | 22  | Andrea de Cesaris  | Alfa Romeo      | 2         | Nehoda         | 10               |      |
| DNS    | 8   | Alain Prost        | McLaren-Ford    |           | Zranění        | 13               |      |
| Zdroj: |     |                    |                 |           |                |                  |      |

## Konečné pořadí po závodě
Pohár jezdců
| Pořadí | Jezdec           | Body    |
| ------ | ---------------- | ------- |
| 1      | Alan Jones       | 67 (71) |
| 2      | Nelson Piquet    | 54      |
| 3      | Carlos Reutemann | 42 (49) |
| 4      | Jacques Laffite  | 34      |
| 5      | Didier Pironi    | 32      |
| Zdroj: |                  |         |

Pohár konstruktérů
| Pořadí | Konstruktér   | Body |
| ------ | ------------- | ---- |
| 1      | Williams-Ford | 120  |
| 2      | Ligier-Ford   | 66   |
| 3      | Brabham-Ford  | 55   |
| 4      | Renault       | 38   |
| 5      | Lotus-Ford    | 14   |
| Zdroj: |               |      |